# Communauté de communes du Pays de Pierrefort - Neuvéglise
La communauté de communes du Pays de Pierrefort-Neuvéglise est une ancienne communauté de communes française, située dans le département du Cantal et la région Auvergne-Rhône-Alpes.

## Historique
Elle a été créée en 1997 en remplacement du SIVOM Pays de Pierrefort. Son nom est modifié en 2013 avec l'adhésion de Neuvéglise.
Le 7 mars 2016, la commission départementale de coopération intercommunale du Cantal, réunie pour examiner le projet de schéma départemental de coopération intercommunale, propose, après examen des amendements,  de fusionner la communauté de communes du Pays de Pierrefort - Neuvéglise avec les communautés de communes de Caldaguès-Aubrac, de la Planèze et du Pays de Saint-Flour Margeride.
Les communes et communautés de communes concernées ont validé cette proposition (voir annexe 1 de l'arrêté de création). La communauté de communes fusionne le 1er janvier 2017 au sein de Saint-Flour Communauté.

## Territoire communautaire

### Géographie
Elle est située entre la Truyère et le Plomb du Cantal.

### Composition
Elle regroupait les 13 communes suivantes :
| Nom                         | Code Insee | Gentilé         | Superficie (km2) | Population (dernière pop. légale) | Densité (hab./km2) |
| --------------------------- | ---------- | --------------- | ---------------- | --------------------------------- | ------------------ |
| Pierrefort (siège)          | 15152      | Pierrefortais   | 24,59            | 915 (2014)                        | 37                 |
| Brezons                     | 15026      | Brézolli        | 43,20            | 197 (2014)                        | 4,6                |
| Cézens                      | 15033      | Cézencois       | 31,82            | 226 (2014)                        | 7,1                |
| Gourdièges                  | 15077      |                 | 8,46             | 52 (2014)                         | 6,1                |
| Lacapelle-Barrès            | 15086      |                 | 6,30             | 57 (2014)                         | 9                  |
| Lieutadès                   | 15106      | Capiyadous      | 39,91            | 167 (2014)                        | 4,2                |
| Malbo                       | 15112      |                 | 29,34            | 104 (2014)                        | 3,5                |
| Narnhac                     | 15139      |                 | 10,29            | 74 (2014)                         | 7,2                |
| Neuvéglise                  | 15142      | Neuvéglisiens   | 54,70            | 1 104 (2014)                      | 20                 |
| Oradour                     | 15145      | Radounauds      | 33,77            | 244 (2014)                        | 7,2                |
| Paulhenc                    | 15149      |                 | 23,69            | 241 (2014)                        | 10                 |
| Saint-Martin-sous-Vigouroux | 15201      | Saint-Martinois | 19,29            | 247 (2014)                        | 13                 |
| Sainte-Marie                | 15198      |                 | 17,87            | 109 (2014)                        | 6,1                |

### Démographie
| 2009 | 2012  | 2013  |
| ---- | ----- | ----- |
| -    | 3 782 | 3 755 |

## Administration

### Siège
Le siège de la communauté de communes est situé à Pierrefort.

### Les élus
Le conseil communautaire de la communauté de communes du Pays de Pierrefort - Neuvéglise se compose de 28 membres représentant chacune des communes membres et élus pour une durée de six ans.
Ils sont répartis comme suit :
| Nombre de délégués | Communes                                                                       |
| ------------------ | ------------------------------------------------------------------------------ |
| 1                  | Brezons, Gourdièges, Lacapelle-Barrès, Lieutadès, Malbo, Narnhac, Sainte-Marie |
| 2                  | Cézens, Oradour, Paulhenc, Saint-Martin-sous-Vigouroux                         |
| 6                  | Pierrefort                                                                     |
| 7                  | Neuvéglise                                                                     |

### Présidence
Le président actuel est Louis Galtier. Le bureau communautaire est composé du président et de cinq vice-présidents.
| Période                                  | Période  | Identité      | Étiquette | Qualité             |
| ---------------------------------------- | -------- | ------------- | --------- | ------------------- |
|                                          | En cours | Louis Galtier |           | maire de Pierrefort |
| Les données manquantes sont à compléter. |          |               |           |                     |